# Пэрри, Хьюберт
Сэр Чарльз Хьюберт Хейстингс Пэрри, 1-й баронет (англ. Sir Charles Hubert Hastings Parry, 1st Baronet) — английский композитор, музыковед и музыкальный общественный деятель.

## Биография
Сын Гэмбира Пэрри, известного коллекционера итальянского искусства. В детстве начал учиться музыке у органиста С. С. Уэсли, затем, поступив в Итонский колледж, продолжал приватно заниматься под руководством Джорджа Элви. В 1867 г. поступил в Оксфордский университет, где не изучал музыку, однако продолжал заниматься ею — в частности, предприняв летнюю поездку в Штутгарт для обучения у Г. Х. Пирсона. Окончив курс в 1870 году, поселился в Лондоне и работал андеррайтером на страховом рынке Lloyd’s of London, мечтая о музыкальной карьере. Некоторое время занимался композицией под руководством У. С. Беннета и Г. А. Макфаррена и Э. Данрёйтера. В 1875 году был замечен Джорджем Гроувом и принят помощником редактора для работы над первым изданием его Музыкального словаря; написал для этого издания 123 статьи.
В 1879—1880 годах были созданы первые заметные произведения Пэрри — концерт для фортепиано с оркестром (Данрёйтер солировал при его первом исполнении) и хоровое сочинение «Сцены Освобождённого Прометея» (на слова П. Б. Шелли). В 1883—1908 годах преподавал в Королевском музыкальном колледже (Лондон), с 1891 года профессор, с 1894 года — директор колледжа. Одновременно в 1900—1908 гг. профессор Оксфордского университета. Состоял членом во многих музыкальных обществах
Из произведений Пэрри наиболее значительны хоровые, в которых ощущается влияние традиций Генделя. Пэрри является одним из основоположников движения за возрождение английской национальной музыкальной культуры. Пэрри продолжал традиции Генделя также в ораториях и кантатах на античные и библейские сюжеты. Скончался 7 октября 1918 года в Найтс-Крофт (Растингтон).

## Сочинения
- Оратории:

- «Сцены из Освобождённого Прометея» (по Перси Биши Шелли, 1880)
- «Юдифь» (1888)
- «Иов» (1892)
- «Царь Саул» (1894)

- Оды для хора с оркестром (ок. 1885, 1887)
- Оды для солистов, хора и оркестра (ок. 1889, 1891);
- 2 sinfonia sacra для хора с оркестром (ок. 1904, 1906)
- Сочинения для оркестра:

- Симфонии:

- 1-я (1882)
- 2-я, Кембриджская (1883)
- 3-я, Английская (1889)
- 4-я (1889)

- Симфонические вариации (ок. 1897)
- Элегия памяти Брамса 1897
- Симфоническая ода «Война и Мир» (1903)
- 3 увертюры
- Симфоническая поэма «От смерти к жизни» (ок. 1914)
- Сюиты для струнного оркестра
- Концерт для фортепиано с оркестром (1879)
- Инструментальные ансамбли

- Сочинения для фортепиано:

- 2 сонаты
- Сюиты
- Пьесы

- Церковные хоровые сочинения:

- Энсземы
- Гимны (в том числе — «Иерусалим»)
- 2 Te Deum
- Мотеты
- Псалмы

и др.

## Литературные сочинения
- «Studies of great composers» (Л., 1886)
- «The evolution of the art of music» (Л., 1896)
- «Summery of the history and development of mediaeval and modern European music» (Л. — Н.-Й., 1893, 1905)
- «Style in musical art» (Оксф., 1900)
- «The music of the 17th century»
- «Oxford history of music», v. 3 (Оксф., 1902, 1938)
- «J. S. Bach» (Н.-Й. — Л., 1909, 1948)